# Bulbophyllum exquisitum
Bulbophyllum exquisitum är en orkidéart som beskrevs av Oakes Ames. Bulbophyllum exquisitum ingår i släktet Bulbophyllum och familjen orkidéer. Inga underarter finns listade i Catalogue of Life.